# Ныса (станция)
Ныса (пол. Nysa) — пассажирская и грузовая железнодорожная станция в городе Ныса, в Опольском воеводстве Польши. Имеет три платформы и четыре пути.
Станция была построена в 1848 году, когда город Ныса (нем. Neisse) был в составе Королевства Пруссия.
Теперь станция Ныса обслуживает переезды на линиях: 
- Катовице — Ныса — Легница,
- Ныса — Ополе,
- Ныса — Гродкув-Слёнски — Бжег.